# Уайз, Джон
Джон Уайз (англ. John Wise; 1808—1879) — американский аэронавт, один из пионеров в области полётов на аэростатах, совершил более 450 полетов, автор ряда инноваций в создании воздушных шаров.

## Биография
Родился 24 февраля 1808 года в Ланкастере, штат Пенсильвания, в семье Уильяма (William) и Мэри Трей (Mary Trey) с фамилией Weiss; фамилия Джона позже стала Wise. Он был четвёртым ребёнком из восьми детей.

### Первые полёты
С 16 лет работал краснодеревщиком, позже некоторое время был мастером по изготовлению пианино. Ещё с 14 лет, прочитав статью в газете про воздушные шары, Джон увлёкся ими и в 1835 году решил построить свой собственный воздушный шар. Первый подъём на шаре совершил в Филадельфии 2 мая 1835 года. Поскольку шар был построен на собственные небольшие средства, его материалы и конструкция были не самого высокого качества, однако первый полёт Уайза прошёл без приключений. Это было удовлетворение собственного интереса Уайза, и пока никак не коммерческое предприятие.
Свой второй полёт Джон совершил также в Пенсильвании в округе Лебанон в День независимости 1835 года. При попытке открыть клапан на верхней части воздушного шара, шар лопнул, заставив Уайза спуститься. 1 октября этого же года он предпринял очередную попытку подъёма в Ланкастере, но выпал из корзины, потерял сознание, воздушный шар улетел. 7 мая 1836 года воздухоплаватель снова поднялся из Ланкастера и приземлился в округе Харфорд, штат Мэриленд, преодолев расстояние в 75 миль. Когда Уайз выходил из корзины и забирал груз, произошел взрыв газа, который нанёс ему ожоги. После некоторой паузы, 18 сентября 1837 года, он совершил полёт из Филадельфии и сел в реку Делавэр. В этом полёте Уайз выпустил два «перевернутых» («обратных») парашюта, продемонстрировав их качества. В октябре 1837 года снова поднялся из Филадельфии и приземлился в штате в Нью-Джерси, в 40 милях от отправной точки. Во время своих первых полетов в Пенсильвании Джон Уайз проводил различные эксперименты с пневматикой и гидростатикой воздушных шаров. Хотя его основной интерес был научным, проводил и коммерческие полёты, выступая на выставках и ярмарках.

## Проекты и инновации
В 1838 году Уайз разработал воздушный шар, который, если внезапно взорвётся или сдуется, находясь на высоте, превращается в классический парашют, который позволит обитателям корзины опуститься на землю. Хотя эта идея не была оригинальной, Уайз первым создал рабочую версию и первым продемонстрировал её использование. В полете 11 августа 1838 года из города Истона, Пенсильвания, было выполнено испытание: воздушный шар был специально пробит на высоте 13 000 футов, менее чем за десять секунд весь газ улетучился, но воздушный шар, сложившись, опустился на землю, отбросив воздухоплавателя на десять футов от корзины. 1 октября 1838 года он снова поднялся на высоту и, превратив свой воздушный шар в парашют, успешно приземлился.
После смерти Роберта Кокинга в результате первой в мире аварии с парашютом, были подняты вопросы о том, какой из двух конкурирующих типов парашютов лучше: предложенный Джорджем Кейли (использованный Кокингом) или Андре-Жака Гарнерена. Джон Уайз провел многочисленные эксперименты, сравнивая эти два проекта, и пришёл к выводу, что парашют Кейли обеспечивает более устойчивый спуск. Также Уайз занимался исследованием дефляции из воздушного шара, чтобы избежать запутывания строп воздушного аппарата при приземлении. Он же выяснил влияние солнечного тепла в нагревании газа в баллоне.

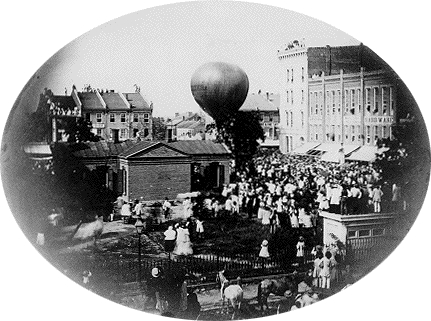
Старт авиапочты в Лафейете

Обратив внимание, что на территории США воздушные потоки имеют преимущественное направление с запада на восток, 17 августа 1859 года он совершил первый в Соединенных Штатах воздушный полёт по доставке почты на шаре с названием Jupiter, стартовав с территории здания суда в городе Лафейете, штат Индиана, надеясь достичь Нью-Йорка. Но погодные условия вынудили воздушный шар приземлиться возле города Кроуфордсвилля этого же штата, и затем почта была доставлена в конечный пункт на поезде.
Зная, что полет на воздушном шаре можно выполнить, используя высотное струйное течение, Джон Уайз планировал трансатлантический полет на большом аэростате, который он построил и назвал Atlantic. Несмотря на то, что предварительные полеты для этой цели не были успешными, он готовился совершить перелёт через Атлантику с другим пионером воздухоплавания — Джоном Ламаунтином. Их испытательный полёт в 1859 году оказался неудачным из-за урагана над озером Онтарио, вызвавшего аварийную посадку в городе Хендерсоне, штат Нью-Йорк, и повреждение шара. На этом сотрудничество воздухоплавателей было окончено и Уайз больше не возвращался к идее трансатлантического перелёта.
Во время Гражданской войны в США Джон Уайз был в числе первых аэронавтов, предлагая использовать в военных операциях воздушные шары. Ему пришлось конкурировать с Тадеушем Лоу и Джоном Леймонтом в своих предложениях для Воздушного корпуса Армии Союза. Уайз привлёк внимание военных, предлагая наблюдение с воздуха и создании карт, но из-за неудачной попытки использовать свой воздушный шар в первом сражении при Булл-Ран, его отстранили от участия в военных действиях.

### Последний полёт
28 сентября 1879 года вместе с пассажиром Джорджем Барром (George Burr) Уайз отправился на воздушном шаре Pathfinder в полёт из Ист-Сент-Луиса, штат Иллинойс, через озеро Мичиган. Неизвестно, что произошло во время путешествия, но следов Джона Уайза и его шара обнаружено не было. Тело Джорджа Барра было найдено в озере, что не оставляло сомнений о судьбе самого Уайза.

## Память
- За свою жизнь аэронавт совершил 463 полёта и опубликовал работы: System of Aeronautics (1850), Through the Air: A Narrative of Forty Years' Experience as an Aeronaut (1873).
- В Ланкастере ему установлен памятный знак.
- В 1959 году почтовая служба США выпустила почтовую марку стоимостью 7 центов, посвященную 100-летию авиапочты в США.[4] По этому же случаю в Лафейете была установлена памятная доска.[5]
- Во время Первой мировой войны, в январе 1918 года, в Сан-Антонио армия США создала лагерь Camp John Wise Aerostation, который использовался как учебный центр военных аэростатов.